# Robinson R22
Pour les articles homonymes, voir R22.
Le Robinson R22 est un hélicoptère civil léger, 2 places, conçu en 1973 et produit par Robinson Helicopter depuis 1979.

## Histoire
Le R22 vole pour la première fois en août 1975. Il est certifié par la FAA en mars 1979.
Le R22 est doté d'un moteur 4 cylindres Lycoming O-320 atmosphérique de 124 ch refroidi par air et monté horizontalement. Il se distingue par son faible coût d'exploitation et est donc apprécié pour l'école bien que son pilotage soit jugé particulièrement délicat en raison de la faible inertie résultant d'un rotor bipale et d'un moteur de faible puissance.
Son poids à vide est de 400 kg, pour un poids maximum au décollage de 635 kg, sa vitesse de croisière est d'environ 177 km/h.
Le 1000e R22 est livré en 1989, le 2000e en 1991, le 3000e en 1999, le 4000e en 2006, le 4500e en 2011.
Quelques années après sa sortie, le Robinson R22 est rejoint par une machine plus spacieuse et plus puissante, le Robinson R44, doté d'un moteur à pistons 6 cylindres de 245 ch et pouvant emporter quatre personnes.

## Modèles

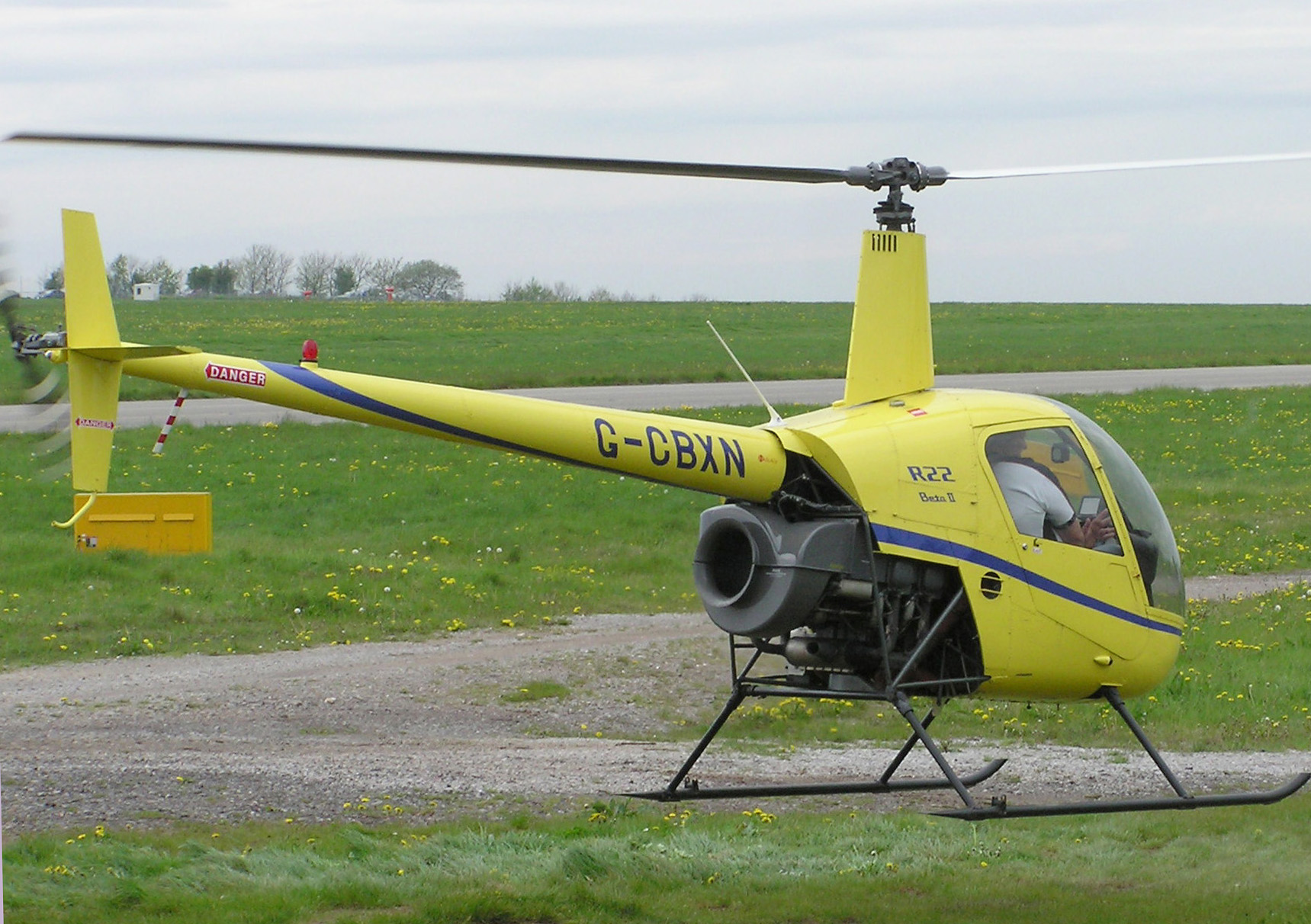
R22 en stationnaire

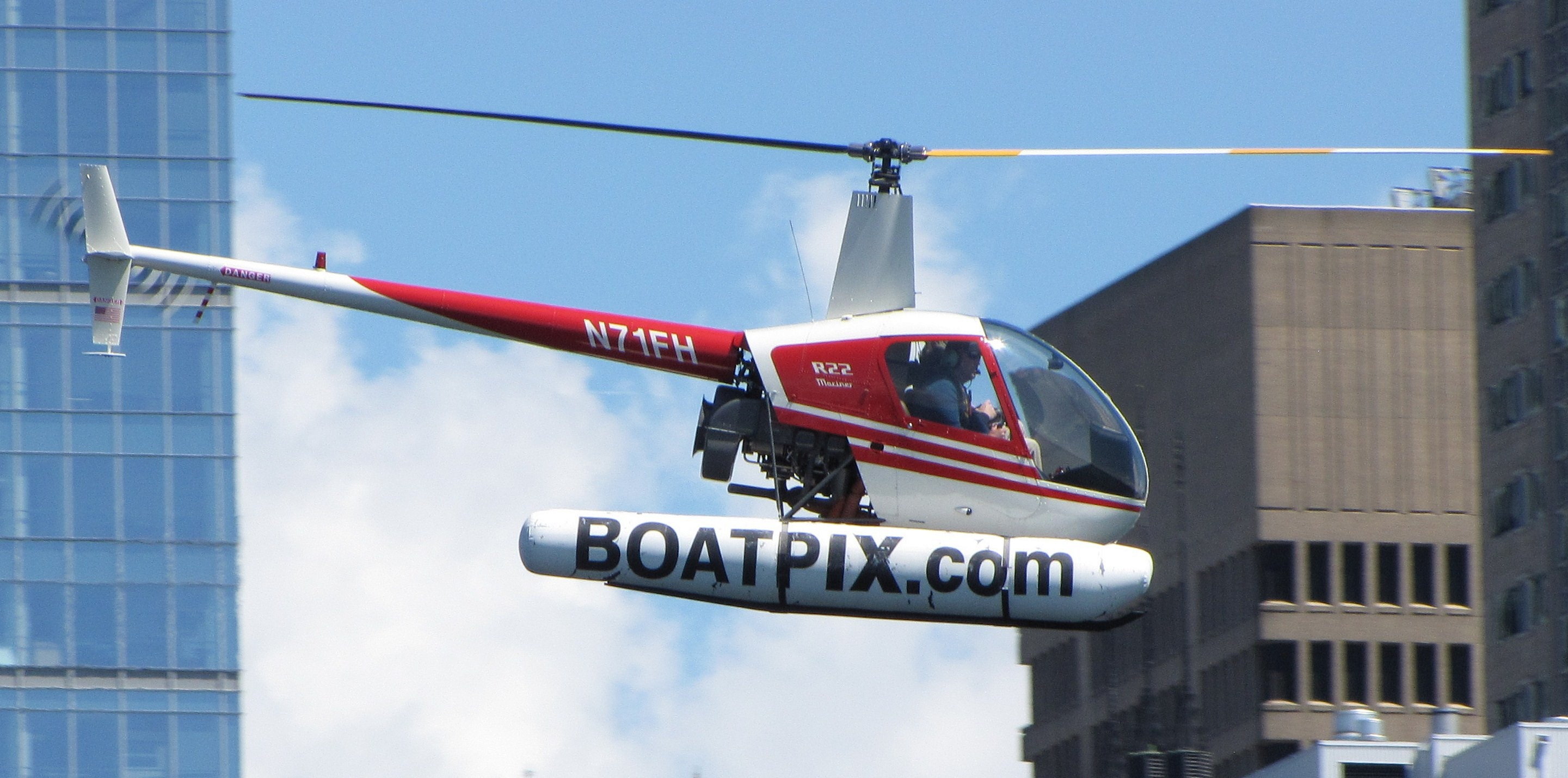
R22 Mariner avec flotteurs

Liste des différentes versions du Robinson R22. Ces versions diffèrent par leur motorisation et/ou leur aménagement. Les versions Mariner sont équipées de flotteurs et peuvent donc effectuer des survols maritimes.
R22 Standard
Moteur Lycoming O-320-A2B ou -A2C. Modèle initial de 1979.
R22 HP (High Performance)
Moteur Lycoming O-320-B2C. 1981.
R22 Alpha
1983.
R22 Beta
1985.
R22 Mariner
Avec flotteurs. 1985
R22 Beta II
Moteur Lycoming O-360-J2A. 1996.
R22 Mariner II
Avec flotteurs. 1996.

## Modèle CL02 ULM
Une version modifiée du R22 existe dans une version lui permettant de rentrer dans la catégorie des ULM en france, sous l'appellation CL02 ULM, créée par Claude Lescure lorsqu'il est re-motorisé avec une turbine Rolls-royce de 39 kg (contre 140 kg pour le moteur à pistons d'origine) lui permettant de gagner 25% de masse en poids a vide tout en conservant un puissance similaire à la version originale.
8 R22 ont ainsi été modifiés (2024).